# Rodolfo Lima Martensen
Rodolfo Lima Martensen (Rio Grande, 13 de maio de 1915 – São Paulo, 28 de outubro de 1992) foi um radialista e publicitário brasileiro, de destacada importância para o desenvolvimento da publicidade neste país. Foi fundador e diretor da Escola de Propaganda do Museu de Arte de São Paulo (atual Escola Superior de Propaganda e Marketing), a primeira instituição voltada à formação de profissionais no campo da propaganda e da divulgação de produtos no Brasil.

## Biografia
Primogênito de Dora Rutter, de família alemã e francesa, e Willy Bertholdo Martensen, filho de um lojista de moda masculina dinamarquês, Rodolfo nasceu em Rio Grande, cidade do interior gaúcho. Aos 16 anos, monta sua própria emissora de rádio em sua cidade natal, oficializada com o apoio de Raul Werneck, passando a se chamar "Rádio Sociedade do Rio Grande". Em 1931, é acometido de uma tuberculose. Muda-se para São José dos Campos, no interior paulista, em busca de tratamento. Permanece nessa cidade até 1933, quando se muda para São Paulo. Na capital paulista, trabalha como locutor na recém-inaugurada Rádio São Paulo, de propriedade de Paulo Machado de Carvalho, atuando ainda na redação e produção dos programas.
Em 1935, coordena o programa de lançamento de uma marca de sabonete para a Irmãos Lever do Brasil, levado ao ar pela Rádio Difusora de São Paulo. Funda a "Companhia Royal de Rádio Produções", agência independente dedicada à criação de programas radiofônicos. Em 1937, é convidado a integrar a equipe responsável pela reabertura da unidade da Lintas no Brasil (uma empresa do grupo Unilever). Na década de 1940, Lima Martensen ministra um curso promovido pela Associação Paulista de Propaganda (atual Associação dos Profissionais de Propaganda, APP), assume a direção da Lintas e idealiza o programa Levertimentos, transmitido simultaneamente pela Rádio Nacional e pela Mayrink Veiga. Representa o Brasil no I Congresso Internacional de Propaganda, ocorrido em Paris em 1947. Envolve-se no lançamento da marca Rinso, o primeiro sabão em pó comercializado no país.
No começo da década de 1950, Lima Martensen é convidado por Pietro Maria Bardi para apresentar um projeto para um curso de propaganda, a ser ministrado no Instituto de Arte Contemporânea do Museu de Arte de São Paulo, no edifício dos Diários Associados, na Rua Sete de Abril. Viaja várias vezes ao exterior, em busca de subsídios técnicos e teóricos para montar o currículo do curso, aprovado pelo MASP em outubro de 1951, com o apoio de Assis Chateaubriand. Surge então a "Escola de Propaganda do Museu de Arte de São Paulo", da qual se torna diretor-presidente.
Nos anos seguintes, em função da forte demanda gerada pela intensificação do processo de industrialização no Brasil, a Escola de Propaganda assistiria a um vertiginoso crescimento. Em 1955, o MASP já não comportava mais suas atividades e Pietro Maria Bardi pediu a Lima Martensen para que encontrasse outro espaço para a escola. A instituição é então reaberta em outro edifício, como iniciativa autônoma, sob a denominação Escola Superior de Propaganda e Marketing (ESPM). Ainda em 1955, Martensen ganha o Prêmio Publicitário Modelo da APP. Em 1956, Lima Martensen convida José Bonifácio de Oliveira Sobrinho, o Boni, para chefiar o Departamento de Rádio e Televisão da ESPM. Cria, ao lado de Luiz Homero de Almeida, a campanha para o sabão Omo, primeiro detergente sintético em pó do Brasil. Em 1957, preside a Comissão Técnica de Propaganda, durante o I Congresso Brasileiro de Propaganda, sediado no Rio de Janeiro.
Após o Golpe Militar de 1964 e a criação do Conselho Nacional de Propaganda, Lima Martensen executa peças publicitárias para o governo voltadas ao combate da inflação e à adoção de menores abandonados, entre outras. Assume a direção do órgão em 1966, permanecendo no cargo até 1968. Em 1970, foi escolhido "Publicitário do Ano" pela revista Propaganda. Afastou-se da direção da ESPM em 1971, aposentando-se quatro anos depois, passando a dedicar-se à consultoria em marketing. É autor de Danuta, O Desafio de Quatro Santos e coordenador e co-autor de História da Propaganda no Brasil. Faleceu em São Paulo, aos 77 anos.